# Stampbanan
Stampbanan är en berg- och dalbana i nöjesparken Liseberg i Göteborg, Sverige. Attraktionen är främst avsedd för barn och är placerad i parkens barnområde, Kaninlandet. Stampbanan invigdes tillsammans med de andra attraktionerna i området när parken öppnade för säsongen 27 april 2013.
Berg- och dalbanan är tillverkad av italienska Preston & Barbieri och är en lugnare berg- och dalbana. Till skillnad från exempelvis Lisebergbanan är Stampbanan inte specialdesignad för Liseberg, utan har samma utformning av banan i alla nöjesparker som har just denna berg- och dalbana, av tillverkaren kallad Family Coaster 16 x 9 m. Olika parker kan dock ha olika färg på spåren och olika utformning av vagnarna.

## Namnet
Namnet Stampbanan är en anspelning på ordet stambana, som betyder viktig järnvägssträcka, verbet stampa, något som ibland förknippas med harar och kaniner, och Stampen, området där Göteborgs centralstation ligger. Exempelvis är haren Stampe en av figurerna i Disney-filmen Bambi. Gröna kaniner är en vanlig symbol för Liseberg, och i Kaninlandet är kaninreferenserna extra vanliga.

## Bilder

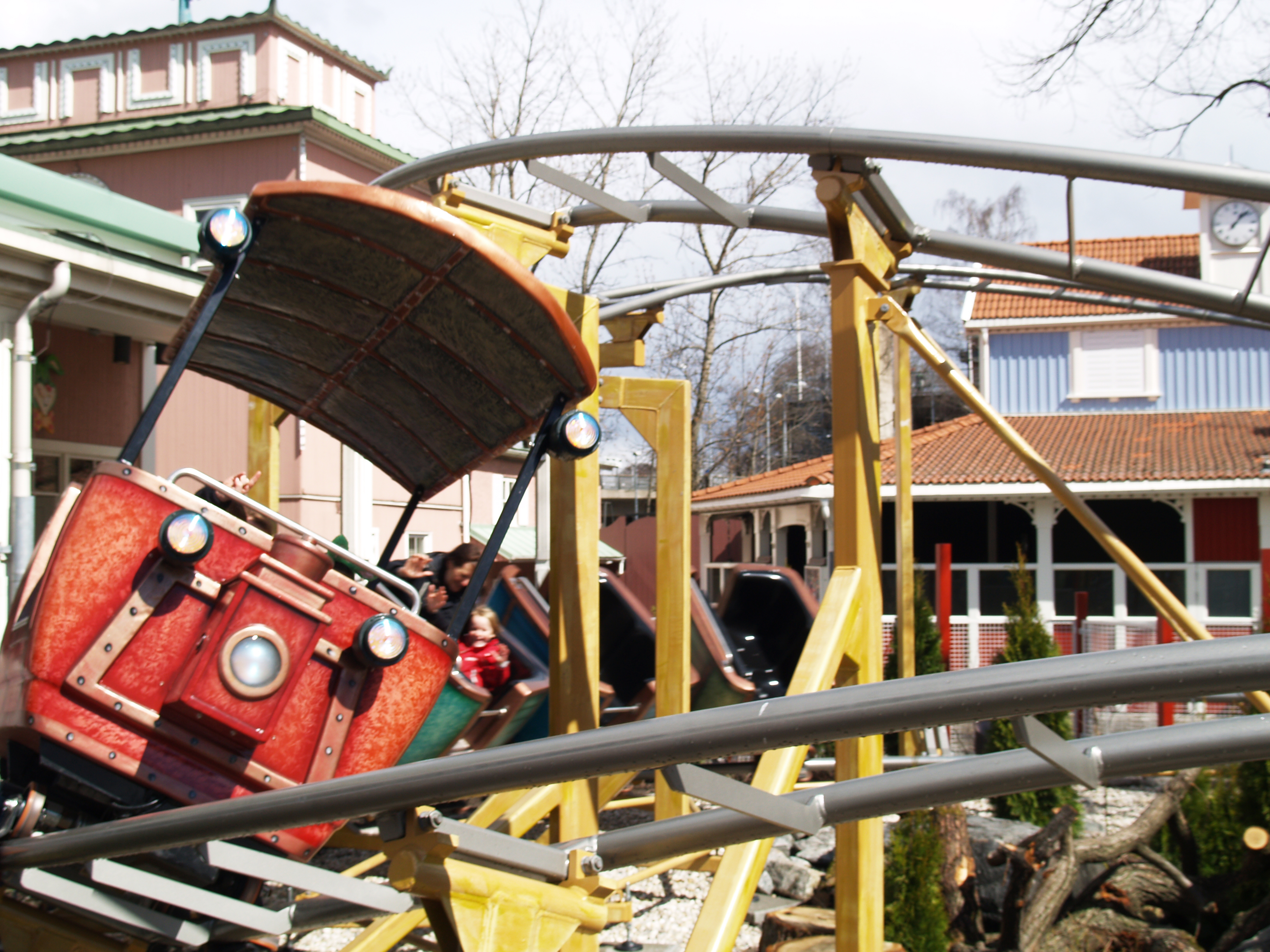
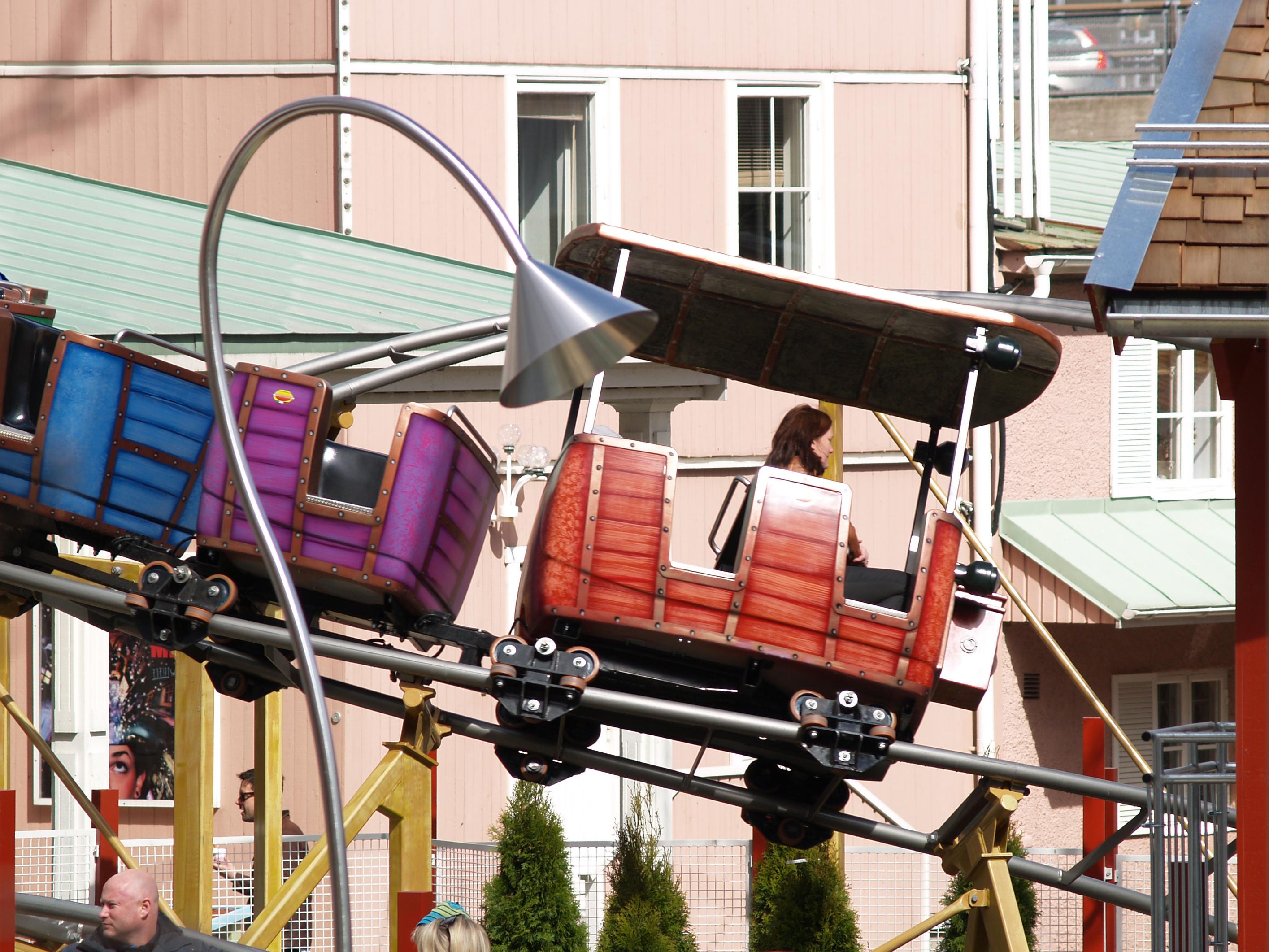